# Gedenkteken Joodse Musici
Het Gedenkteken Joodse Musici is een monument geplaatst in het Koninklijk Concertgebouw in Amsterdam. Het bevindt zich op de eerste verdieping achter Grote Zaal), achter het orgel en nabij een portretbuste van Gustav Mahler.
Binnenhuisarchitect  Evelyne Merkx en graficus René Knip maakten het monument, beiden waren toen al jaren betrokken bij verbouwingen en (her)inrichtingen in het Concertgebouw. Zo werd onder leiding van Merkx zes jaar gewerkt aan de verplaatsing van de hoofdingang naar de oorspronkelijke ingang aan de Van Baerlestraat. Zij maakten het gedenkteken ter nagedachtenis van zeventien Joodse musici die in de Tweede Wereldoorlog op last van de Duitse bezetter plots vanwege de arisering (geen joodse musici meer in het orkest) werden ontslagen.  

## Historische achtergrond
Al eerder probeerde het orkest de Duitsers gunstig te stemmen door Joodse musici naar achteren te plaatsen en geen nieuwe Joodse musici meer aan te nemen. Overigens golden de maatregelen niet alleen voor Joodse musici, maar ook voor Joods componisten waaronder Felix Mendelssohn-Bartholdy, Gustav Mahler en Paul Hindemith; hun muziek werd nauwelijks meer gespeeld.  
Joodse musici mochten na 8 juni 1941 niet meer meespelen in het orkest, nadat het Concertgebouworkest in april 1941 een sommatie daartoe had ontvangen, ondanks dat dirigent Willem Mengelberg, orkestdirecteur Rudolf Mengelberg en dirigent Eduard van Beinum en andere bestuursleden pogingen hadden ondernomen dit ontslag tegen te houden, eerst bij burgemeester en wethouders van Amsterdam, later bij Arthur Seyss-Inquart zelf. Het mocht niet baten alhoewel drie musici enige uitstel kregen. Het ontslag gold in eerste instantie voor zestien musici, later in 1942 bleek ook een concertmeester van Joodse komaf te zijn.  
De genoemde musici zijn concertmeester Zoltán Székely, eerste violisten Léon Rudelsheim, Joël Hekster, Ben Meijer, tweede violisten Sam Tromp, Sal Snijder, Louis Pens, Simon Fürth, Joseph Koen, Siegfried de Boer, altist Jacques Muller, cellist Samuel Brill, contrabassist Simon Gomperts, fagottist Louis Salomons, trompettist Joseph Sloghem, trombonist Emanuel Haagman en wellicht de bekendste uit de lijst harpiste Rosa Spier. Het bestuur wist de musici onder te brengen in Plan-Frederiks waardoor ze in de relatief veilige reserveringskampen in Barneveld waaronder Landgoed Schaffelaar ondergebracht werden. Dit bleek voor de meesten toch tijdelijk, zij werden alsnog op transport gezet via Kamp Westerbork naar het Theresienstadt. Gomperts, Fürth en Muller vonden daarbij hun dood in één van de vernietigingskampen. De anderen wisten de oorlog en Holocaust te overleven en gingen soms weer aan de slag bij het orkest.

## Betekenis en installatie
Het monument, dat mede tot stand kwam door onderzoeker Nico Steffen, laat een klimop zien met geknakte twijgen, staand voor de geknakte loopbanen en levens van de muzici. Aan het eind van de twijgen zijn de namen van de desbetreffende musici te zien. Alles werd uitgevoerd in een messingplaat.
Directeur Simon Reinink onthulde het monument op 16 oktober 2020; NPO Klassiek deed er verslag van.
Volgens de site van het Concertgebouw bevindt een kopie van het kunstwerk in de gevel van een niet nader genoemde boerderij in Friesland. 